# Heptatlo
Heptatlo, do grego hepta (sete) e athlon (competição), é uma competição de atletismo com sete provas, tendo duas versões, uma feminina e outra masculina, esta apenas em pista coberta. A versão mais popular e a única disputada em Jogos Olímpicos e Campeonatos Mundiais ao ar livre é a feminina. Seu equivalente olímpico para os homens é o decatlo.

## História
A modalidade ao ar livre foi introduzida no programa olímpico em Tóquio 1964 com o pentatlo. Este formato foi posteriormente expandido com a entrada dos 800 m e do lançamento de dardo e fez sua estreia em eventos globais em 1981, no Campeonato Asiático de Atletismo e na Universíade e depois no primeiro Campeonato Mundial de Atletismo, disputado em Helsinque, em 1983. A estreia olímpica se deu no ano seguinte, em Los Angeles 1984.
A barreira dos 7000 pontos foi quebrada apenas nove vezes e por apenas três mulheres, a norte-americana Jackie Joyner-Kersee, que a rompeu seis vezes, a sueca Carolina Klüft e a russa Larisa Turchinskaya. Kersee é a recordista mundial e olímpica da prova, com os 7291 pontos conquistados em Seul 1988. Nafissatou Thiam, da Bélgica é a atual tricampeã olímpica. Uma das grandes tradições dos Jogos é a volta olímpica pela pista de atletismo de todas as competidoras juntas após o término dos extenuantes dois dias de prova.

## Heptatlo feminino
É a única modalidade olímpica disputada em estádios abertos. Consiste em dois dias de competições. No primeiro dia disputa-se, pela ordem, os 100 m com barreiras, salto em altura, arremesso de peso e 200 m rasos. No segundo ele é completado com o salto em distância, lançamento de dardo e os 800 m. A cada prova a atleta acumula um número determinado de pontos de acordo com seu aproveitamento e a vencedora é a que atinge o maior número de pontos somadas as sete modalidades ao final.
O cálculo dos pontos da prova foi criado pelo matemático austríaco Dr Karl Ulbrich, que construiu uma fórmula em que, uma marca especificada, por exemplo, 1,82 m no salto em altura, vale um total de 1000 pontos e a partir daí, para cima ou para baixo, pontos são somados. Cada evento também tem um grau mínimo de pontuação, por exemplo, 0,75 m no salto em altura, que vale zero pontos. As fórmula é concebida de modo a que sucessivos incrementos constantes no desempenho da atleta correspondem a um aumento gradual em incrementos de pontos atribuídos.
As modalidades são divididas em três grupos e os pontos são calculados por três fórmulas diferentes:
Corridas – 110 m c/ barreiras, 200 m e 800 m:
{\displaystyle P=a\cdot (b-T)^{c}}
Saltos – altura e distância:
{\displaystyle P=a\cdot (M-b)^{c}}
Lançamentos – dardo e peso:
{\displaystyle P=a\cdot (D-b)^{c}}
P é para pontos, T para tempo em segundos, M para altura ou distância em centímetros e D para distância em metros; a, b e c tem diferentes valores para cada um dos eventos. A tabela abaixo mostra os níveis de referência necessários para ganhar 1.000 pontos em cada prova do heptatlo feminino:
| Evento              | Necessário para 1000 pts | Unidades |
| ------------------- | ------------------------ | -------- |
| 100 m c/ barreiras  | 13.85                    | segundos |
| salto em altura     | 1,82 m                   | metros   |
| Arremesso de peso   | 17,07 m                  | metros   |
| 200 m               | 23.80                    | segundos |
| salto em distância  | 6,48 m                   | metros   |
| lançamento de dardo | 57,18 m                  | metros   |
| 800 m               | 2:07.63                  | minutos  |

## Heptatlo masculino
O heptatlo masculino é uma prova não-olímpica e realizado em pista coberta, sendo a prova combinada disputada no Campeonato Mundial de Atletismo em Pista Coberta. As primeiras quatro provas são realizadas no primeiro dia, pela ordem, 60 metros, salto em distância, arremesso de peso e salto em altura e as outras três no dia seguinte, 60 metros com barreiras, salto com vara e 1000 metros. Decatletas também costumam disputá-la no inverno e o recordista mundial e campeão olímpico do decatlo Ashton Eaton é bicampeão e recordista mundial desta modalidade em pista coberta.

## Recordes
Refere-se apenas ao heptatlo feminino, a prova olímpica. De acordo com a World Athletics.
| Recorde          | Pontos | Atleta               | País           | Data             | Local     |
| Recorde mundial  | 7291   | Jackie Joyner-Kersee | Estados Unidos | 24 setembro 1988 | Seul      |
| Recorde olímpico | 7291   | Jackie Joyner-Kersee | Estados Unidos | 24 setembro 1988 | Seul 1988 |

## Melhores marcas mundiais
Refere-se apenas ao heptatlo feminino, a prova olímpica. As marcas abaixo são de acordo com a World Athletics.
| Posição | Pontos | Atleta               | País           | Data             | Local        |
| ------- | ------ | -------------------- | -------------- | ---------------- | ------------ |
| 1       | 7291   | Jackie Joyner-Kersee | Estados Unidos | 24 setembro 1988 | Seul         |
| 2       | 7215   | Jackie Joyner-Kersee | Estados Unidos | 16 julho 1988    | Indianápolis |
| 3       | 7158   | Jackie Joyner-Kersee | Estados Unidos | 2 agosto 1986    | Houston      |
| 4       | 7148   | Jackie Joyner-Kersee | Estados Unidos | 7 julho 1986     | Moscou       |
| 5       | 7128   | Jackie Joyner-Kersee | Estados Unidos | 1 setembro 1987  | Roma         |
| 6       | 7044   | Jackie Joyner-Kersee | Estados Unidos | 2 agosto 1992    | Barcelona    |
| 7       | 7032   | Carolina Klüft       | Suécia         | 16 agosto 2007   | Osaka        |
| 7       | 7032   | Anna Hall            | Estados Unidos | 1 junho 2025     | Götzis       |
| 9       | 7013   | Nafissatou Thiam     | Bélgica        | 28 maio 2017     | Götzis       |

## Melhores marcas olímpicas
Refere-se apenas ao heptatlo feminino, a prova olímpica. As marcas abaixo são de acordo com o Comitê Olímpico Internacional – COI.
| Posição | Pontos | Atleta                    | País                                 | Medalha | Local          |
| ------- | ------ | ------------------------- | ------------------------------------ | ------- | -------------- |
| 1       | 7291   | Jackie Joyner-Kersee      | Estados Unidos                       | ouro    | Seul 1988      |
| 2       | 7044   | Jackie Joyner-Kersee      | Estados Unidos                       | ouro    | Barcelona 1992 |
| 3       | 6955   | Jessica Ennis             | Reino Unido                          | ouro    | Londres 2012   |
| 4       | 6952   | Carolina Klüft            | Suécia                               | ouro    | Atenas 2004    |
| 5       | 6897   | Sabine John               | Alemanha Oriental                    | prata   | Seul 1988      |
| 6       | 6880   | Nafissatou Thiam          | Bélgica                              | ouro    | Paris 2024     |
| 7       | 6858   | Anke Vater-Behmer         | Alemanha Oriental                    | bronze  | Seul 1988      |
| 8       | 6845   | Irina Belova              | Equipa Unificada nos Jogos Olímpicos | prata   | Barcelona 1992 |
| 9       | 6844   | Katarina Johnson-Thompson | Reino Unido                          | prata   | Paris 2024     |
| 10      | 6810   | Nafissatou Thiam          | Bélgica                              | ouro    | Rio 2016       |

- A russa Irina Belova competiu pela Equipe Unificada da Comunidade dos Estados Independentes (CEI) em Barcelona 1992.

## Marcas da lusofonia
| País                | Marca | Atleta           | Ano  | Local                 |        |
| Portugal            | 6230  | Naide Gomes      | 2005 | Logroño               | [ 11 ] |
| Brasil              | 6188  | Vanessa Chefer   | 2016 | São Bernardo do Campo | [ 12 ] |
| São Tomé e Príncipe | 5671  | Enezenaide Gomes | 2000 | Logroño               | :788   |
| Angola              | 4842  | Witney Barata    | 2012 | Rio Maior             | [ 14 ] |
| Moçambique          | 3879  | Salomé Mugabe    | 2011 | Maputo                | :787   |
| Cabo Verde          | 3632  | Ana Correia      | 2010 | Rio Maior             | :786   |